# The Canterbury Tales

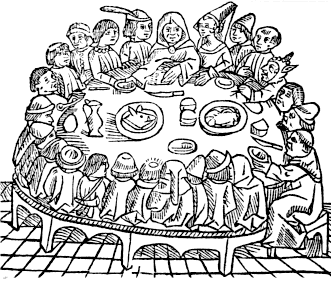
Houtsnede uit William Caxtons tweede editie van The Canterbury Tales, ca. 1484.

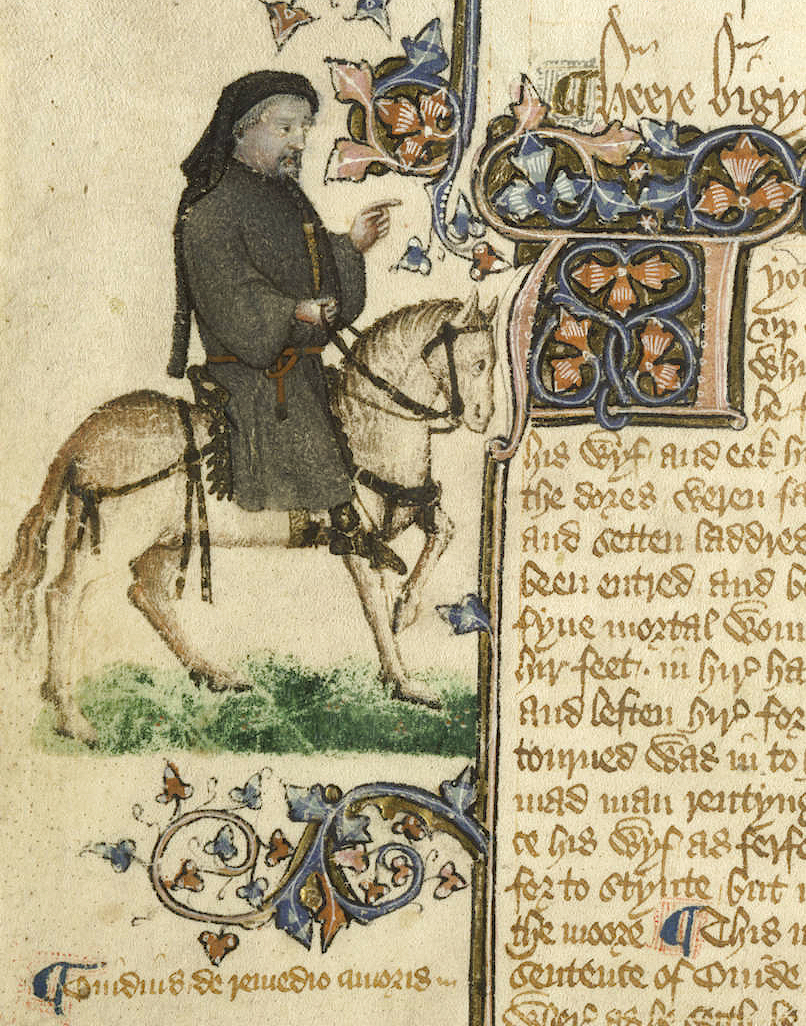
Chaucer als pelgrim, uit het Ellesmere Chaucer-manuscript in de Huntington Library in San Marino, Californië.

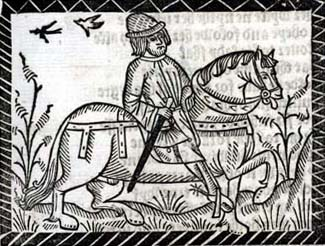
The Pardoner, een personage uit The Canterbury Tales.

The Canterbury Tales, in oude vertalingen ook wel bekend als "De vertellingen van de pelgrims naar Kantelberg", is een verzameling verhalen uit de Middelengelse literatuur die in de 14e eeuw werden geschreven door Geoffrey Chaucer. De verhaalstructuur komt overeen met andere werken uit die tijd, zoals de Decamerone van Giovanni Boccaccio, die wellicht zijn inspiratiebron is geweest.
Gezamenlijk vormen The Canterbury Tales een raamvertelling. Hierin wordt verteld hoe een aantal pelgrims samen op reis gaan. Zij besluiten om elkaar onderweg, om de tijd te doden en ter lering en vermaak, ieder vier verhalen te vertellen. De pelgrims hebben een zeer gevarieerde achtergrond en dat komt ook tot uiting in de verhalen. De thema's lopen sterk uiteen en behandelen zaken als hoofse liefde, verraad, gierigheid en overspel. Ook wordt er gebruikgemaakt van verschillende vertelgenres waaronder fabliau (zoals The Miller's Tale), dierenfabel (zoals The Nun's Priest's Tale) en romance (zoals The Knight's Tale).
In plaats van het in de literatuur gebruikelijke Frans of Latijn, schreef Chaucer The Canterbury Tales in de alledaagse volkstaal, nu Middelengels genoemd. Twee van de verhalen zijn in proza, de overige 22 in verzen. Een deel van de verhalen is oorspronkelijk, maar er zijn ook verhalen bij die op andere teksten zijn gebaseerd. Sommige vertellingen zijn serieus van aard, andere zeer humoristisch. Alle getuigen zij van een diep inzicht in menselijke gevoelens en motieven, wat het werk ook voor moderne lezers de moeite waard maakt. Het werk geeft ook een beeld van het leven, de praktijken en de denkwijze in Chaucers tijd. Chaucers magnum opus is echter onvoltooid gebleven.

## Synopsis
Op een dag in april komt een groep Engelse pelgrims samen bij de Tabard Inn nabij Londen. De herbergier, Harry Bailey, sluit zich bij hen aan. Zij vertrekken op bedevaart van Londen naar Canterbury om hun eer te betuigen aan het graf van de heilige Thomas Becket in de kathedraal van Canterbury. De groep, die tot in de details wordt beschreven, bestaat uit personen uit alle lagen van de bevolking. Geestelijken, zoals een kloostermoeder (prioress), een monnik (monk) en een handelaar in aflaten (pardoner), reizen zij aan zij met onder andere een zeeman (shipman), een molenaar (miller), een timmerman (carpenter), een baljuw (reeve), een schildknaap (squire), een houtvester (yeoman) en een ridder (knight). Harry Bailey stelt voor om een wedstrijd te houden, waarbij zij onderweg verhalen aan elkaar vertellen. De pelgrims stemmen erin toe om elk vier verhalen te vertellen, twee op weg naar Canterbury, en twee op de terugweg. De herbergier zal het beste verhaal kiezen en de pelgrim die het beste verhaal heeft verteld, krijgt een gratis avondmaal aangeboden door de rest van de groep. Het vertellen begint met de ridder en tijdens de tocht naar Canterbury vertelt iedere pelgrim een verhaal, dat ofwel zijn of haar sociale positie weerspiegelt, ofwel de spot drijft met de anderen in de groep. Op het einde van de bedevaart kiest de herbergier geen winnaar en hebben niet alle pelgrims hun verhalen verteld. Chaucer voegt een herroeping toe aan het werk, waarin hij zich verontschuldigt voor het schrijven van iets dat iemand beledigd zou kunnen hebben.

## Datering

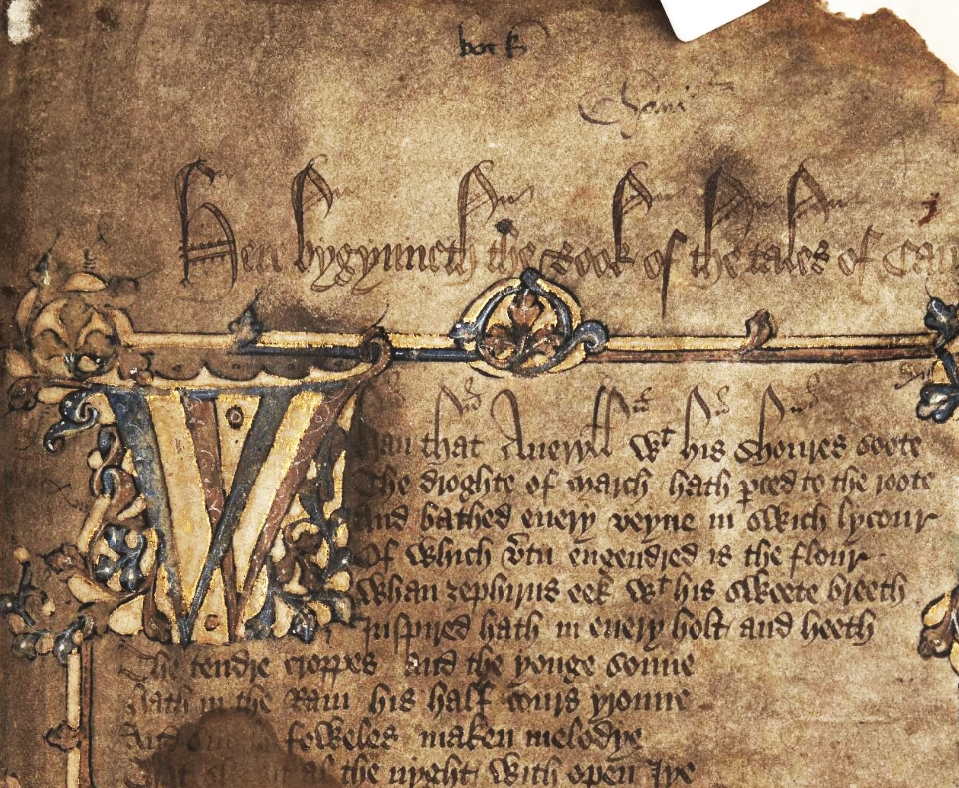
De eerste bladzijde van het Hengwrt Chaucer-manuscript met het begin van de General Prologue.

Het is moeilijk te achterhalen wanneer het idee voor het schrijven van The Canterbury Tales als raamvertelling ontstaan is. Het lijkt voor de hand liggend dat Chaucer pas na een aantal andere werken, zoals The Legend of Good Women, aan The Canterbury Tales is begonnen. In de Legend of Good Women worden The Canterbury Tales nog niet vermeld in de lijst van zijn andere werken. Bovendien ontstonden The Canterbury Tales waarschijnlijk na zijn Troilus and Criseyde, want Legend of Good Women had hij deels geschreven om zich te verontschuldigen voor het negatieve beeld van de vrouw, dat hij met het personage Criseyde had opgehangen. Troilus and Criseyde is ergens tussen 1382 en 1388 gedateerd, met kort daarop Legend of Good Women, mogelijk in 1386/87. In elk geval begon Chaucer in de late jaren 1380 aan The Canterbury Tales als geheel te werken en bleef hij dat doen tot kort voor zijn dood in het jaar 1400.
Twee van de verhalen, The Knight's Tale en The Second Nun's Tale, werden waarschijnlijk geschreven voor er ooit aan de raamvertelling werd gedacht.
Beide verhalen worden vermeld in de proloog van de Legend of Good Women.
Andere verhalen, zoals The Clerk's Tale en The Man of Law's Tale kunnen ook vroeger geschreven zijn en later opgenomen in het kader van The Canterbury Tales. Deze suggesties krijgen echter weinig wetenschappelijke ondersteuning.
The Monk's Tale is een van de weinige verhalen waarin een gebeurtenis beschreven is, die duidelijk gedateerd kan worden. De dood van Bernabò Visconti, die op 18 december 1385 plaatsvond, wordt erin beschreven, hoewel sommige onderzoekers geloven dat de versregels over hem werden toegevoegd nadat het hoofdverhaal al was geschreven.
The Shipman's Tale werd hoogstwaarschijnlijk geschreven voor The Wife of Bath's Tale, aangezien the Shipman soms spreekt alsof hij een vrouw is. Dat doet toonaangevende academici zelfs geloven dat The Shipman's Tale oorspronkelijk voor The Wife of Bath bestemd was, voordat ze een prominenter personage werd. Verwijzingen naar haar in Envoy to Bukton (1396) lijken erop te wijzen dat haar personage op dat moment heel beroemd was in Londen.
Chaucers gebruik van bronnen verschaft ook aanwijzingen voor de chronologie. The Pardoner's Tale, The Wife of Bath's Prologue en The Franklin's Tale verwijzen frequent naar het Epistola adversus Jovinianum van St. Jerome. Het werk van Jerome vormt ook een aanvulling in Chaucers proloog in een revisie van Legend of Good Women, die gedateerd is in 1394, wat erop zou kunnen wijzen dat deze drie verhalen in het midden van de jaren 1390 geschreven werden. Onderzoekers hebben bij het dateren van sommige van zijn verhalen ook gebruikgemaakt van de astronomische verwijzingen van Chaucer. Uit de gegevens die Chaucer bijvoorbeeld verschaft in de proloog kunnen we opmaken dat de bedevaart waarover sprake is in The Canterbury Tales, in 1387 plaatsvond.
Dit houdt echter in dat, wanneer we kijken naar de astronomische gegevens, we ervan uitgaan dat Chaucer het over de gebeurtenissen uit zijn tijd had.

## Tekst
In totaal zijn er 83 middeleeuwse manuscripten van The Canterbury Tales bekend. Dat is meer dan van welk ander Middelengels literair werk ooit. Dit bewijst al hoe populair het werk was in de 15e eeuw.
Van 25 van deze manuscripten wordt gedacht dat ze ooit compleet waren, terwijl er 28 zo fragmentarisch zijn, dat er moeilijk te zeggen valt of ze deel uitmaakten van een enkel verhaal of een onderdeel waren van een groter geheel.
De tekst van The Canterbury Tales verschilt van manuscript tot manuscript. Veel van de kleinere verschillen kunnen te wijten zijn aan fouten van kopiisten. Andere verschillen wijzen er echter op dat Chaucer zelf voortdurend toevoegingen en veranderingen in zijn werk aanbracht. Er bestaat geen officiële volledige versie van The Canterbury Tales en met de informatie die voorhanden is, is het onmogelijk om de volgorde vast te stellen die Chaucer in gedachten had.
Onderzoek heeft geleid tot twee manieren om de verhalen te ordenen. Academici verdelen de verhalen in tien fragmenten. De verhalen die een fragment vormen zijn rechtstreeks verbonden met elkaar en geven een duidelijke aanwijzing over hun volgorde, gewoonlijk met het ene personage dat het woord doorgeeft aan het andere. Tussen de fragmenten onderling is er echter minder verbinding. Dit betekent dat er verschillende mogelijke manieren zijn om de fragmenten en dus ook om de verhalen zelf te ordenen. De meest voorkomende volgorde van de fragmenten is als volgt:
| Fragment          | Verhalen                                                   |
| ----------------- | ---------------------------------------------------------- |
| Fragment I (A)    | General Prologue, Knight, Miller, Reeve, Cook              |
| Fragment II (B1)  | Man of Law                                                 |
| Fragment III (D)  | Wife, Friar, Summoner                                      |
| Fragment IV (E)   | Clerk, Merchant                                            |
| Fragment V (F)    | Squire, Franklin                                           |
| Fragment VI (C)   | Physician, Pardoner                                        |
| Fragment VII (B2) | Shipman, Prioress, Sir Thopas, Melibee, Monk, Nun's Priest |
| Fragment VIII (G) | Second Nun, Canon's Yeoman                                 |
| Fragment IX (H)   | Manciple                                                   |
| Fragment X (I)    | Parson                                                     |

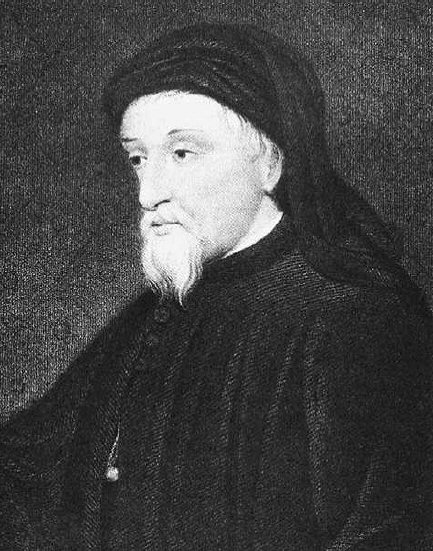
Geoffrey Chaucer, 1380, New Catholic Encyclopedia

In een alternatieve volgorde wordt fragment VIII (G) voor VI (C) geplaatst.
In andere gevallen volgt de bovenstaande rangschikking de volgorde uit de oudste manuscripten. Daarin volgen fragment I en II bijna altijd op elkaar, net zoals VI en VII, en ook IX en X. De plaats van de fragmenten IV en V daarentegen verschilt van manuscript tot manuscript.
Zelfs de oudste overgeleverde manuscripten zijn geen originelen van Chaucer. Het oudste manuscript is MS Peniarth 392 D, het Hengwrt Chaucer-manuscript genoemd, en het is na de dood van Chaucer door een scribent samengesteld. De scribent gebruikte de volgorde die hierboven getoond wordt, maar hij lijkt niet de beschikking gehad te hebben over de volledige verzameling van de verhalen van Chaucer, dus een deel ontbreekt. Het meest gewaardeerde manuscript van The Canterbury Tales is het Ellesmere Chaucer-manuscript. Veel uitgevers hebben in de loop der eeuwen tot op de dag van vandaag de volgorde van dit manuscript gevolgd. Het laatste manuscript is de gedrukte uitgave van William Caxton uit 1478, die tevens de eerste in drukvorm gepubliceerde versie van The Canterbury Tales is. Aangezien deze versie is gebaseerd op een nu verloren gegaan manuscript, wordt het bij de 83 handschriften gerekend.

## Chaucers bronnen

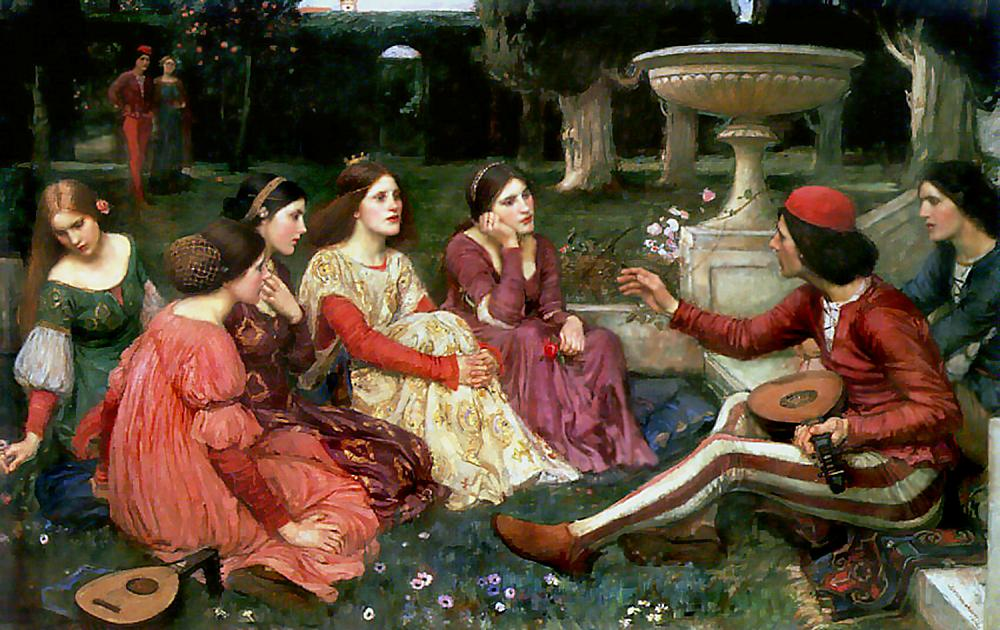
A Tale from the Decameron door John William Waterhouse.

Tijdens het schrijven van The Canterbury Tales werd Chaucer geïnspireerd door literaire teksten en door culturele gebruiken.

### Literaire concours
Hoewel het concept van literaire concours al in de middeleeuwen bestond, was het ongebruikelijk dat vertellingen het onderwerp van die wedijver waren. Meestal waren het poëziewedstrijden tussen telkens twee deelnemers en vóór Chaucers tijd in het Provençaals, Frans of Latijn. Dichter aanleunend bij The Canterbury Tales was de London Pui, een broederschap van Londense kooplieden, uit de sociale kring van Chaucers grootouders, die zich bezighield met religieuze vieringen en die een concours voor de beste lyrische teksten op muziek organiseerde. De leden van de London Pui verkozen jaarlijks een prins, die het winnende lied moest kiezen. De winnaar kreeg een kroon en een gratis middagmaal. In The Canterbury Tales vormen de pelgrims ook een gezelschap, kiezen ze een 'ceremoniemeester' en combineren ze een verhalenwedstrijd met vrome overpeinzingen.

### Verhalenbundels
Chaucer ontleende verhalen aan het klassieke Metamorphosis van Ovidius en aan Confessio amantis van zijn tijdgenoot en vriend John Gower, aan verzamelingen heiligenlevens en dierenfabels, maar hij plaatste ze in een totaal eigen schema.

### De Decamerone
De Decamerone van Giovanni Boccaccio bevat meer dan enig ander werk parallellen met The Canterbury Tales. Net zoals in The Canterbury Tales, komen er een aantal vertellers aan het woord tijdens een reis die ze maken om te ontkomen aan de Zwarte Dood. De Decamerone eindigt met een verontschuldiging van Boccaccio, wat Chaucer ook doet op het einde van The Canterbury Tales. Een vierde van de verhalen in The Canterbury Tales heeft een analoog verhaal in de Decamerone. Toch vinden academici het onwaarschijnlijk dat Chaucer een exemplaar van de Decamerone bij de hand zou hebben gehad, maar vermoeden ze dat hij het tijdens zijn bezoek aan Italië gelezen moet hebben.

### Terugkerende bronnen
Elk van de verhalen uit The Canterbury Tales heeft zijn eigen bron, maar een aantal bronnen wordt frequent gebruikt in meerdere verhalen.
Chaucer refereert voortdurend aan de Bijbel in een van de standaardversies die op dat moment beschikbaar waren, maar waarvan de precieze versie moeilijk te bepalen is.
Hij was de eerste Engelse dichter die gebruikmaakte van de werken van Dante en Petrarca.
De consolatione philosophiae (Over de vertroosting der wijsbegeerte) van Boëthius verschijnt in verschillende verhalen.
Verder maakte Chaucer gebruik van talrijke religieuze encyclopedieën en liturgische geschriften, zoals Summa praedicantium van John Bromyard, een handleiding voor predikanten, en Adversus Jovinianum van Hiëronymus.

## Enkele verhalen

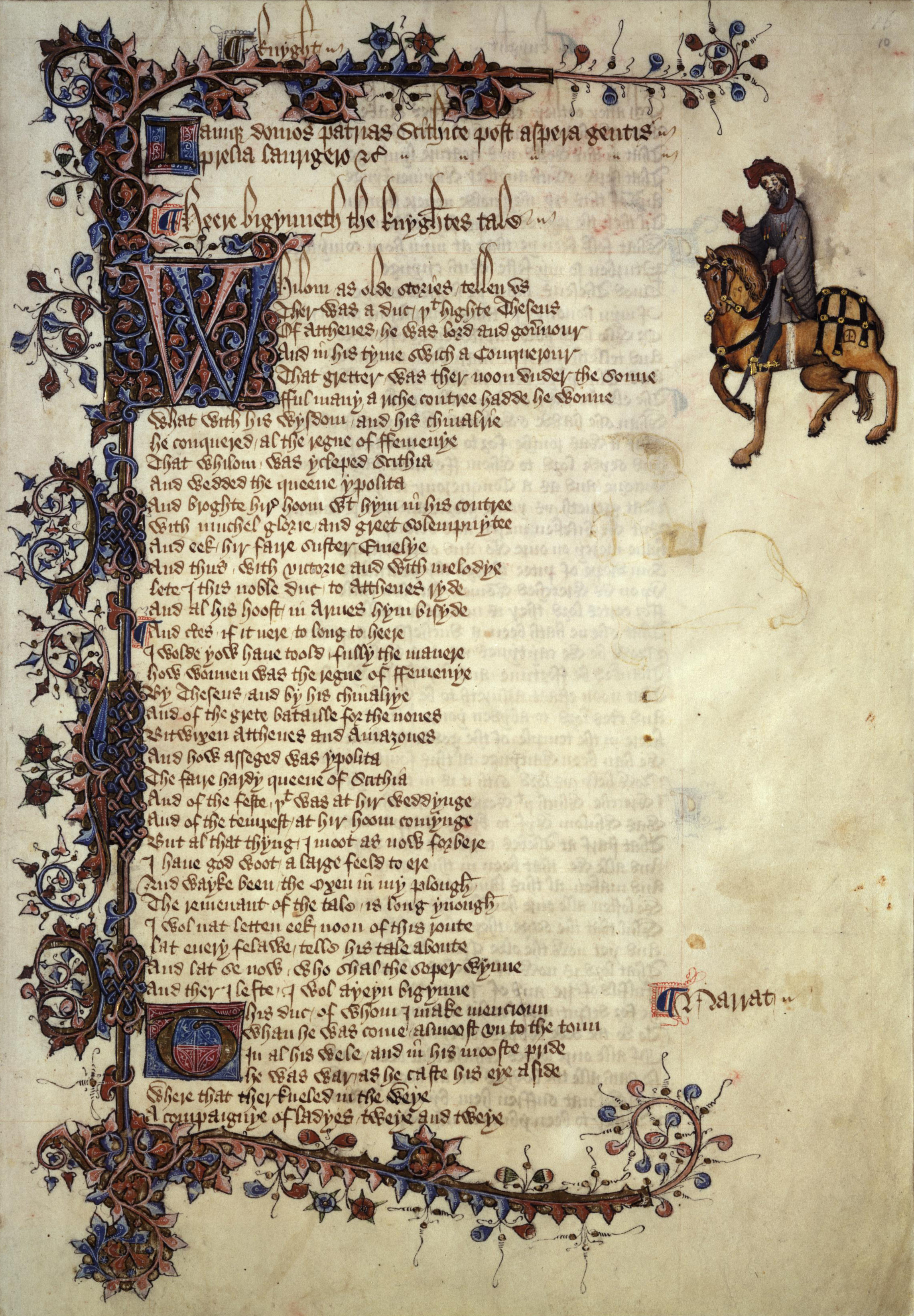
De eerste bladzijde van The Knight's Tale uit het Ellesmere Chaucer-manuscript.

### General Prologue
In de General Prologue (proloog) vertelt de schrijver hoe hij een groep pelgrims treft in de herberg Tabard Inn in Londen. Deze zijn van plan naar Canterbury te reizen om in de kathedraal aldaar het graf van Thomas Becket te bezoeken. In de proloog worden de personages beschreven.
Het gedicht is chaotisch van opzet wat mogelijk bedoeld is om de chaos in de herberg uit te beelden.

### The Knight's Tale
The Knight's Tale is een vrije bewerking van Teseida van Boccaccio. Chaucer paste het verhaal aan om er een romance van te maken. Het thema is de hoofse liefde. De versregels zijn in de jambische pentameter.
Het verhaal gaat over twee ridders, Arcite en Palamon, onafscheidelijke vrienden en bovendien neven van elkaar, die gevangengenomen zijn door Theseus, de hertog van Athene. In de toren van zijn kasteel, die uitkijkt op de paleistuin, zitten ze een levenslange gevangenisstraf uit. Op een dag wordt Palamon wakker. Het eerste wat hij in de tuin ziet is Emelye en hij wordt meteen verliefd op haar. Arcite ontwaakt, ziet Emelye en ook bij hem is het liefde op het eerste gezicht. Hun liefde voor dezelfde vrouw maakt van hen rivalen. Arcite wordt vrijgelaten dankzij de bemiddeling van een vriend van Theseus, keert vermomd terug naar Athene en gaat in dienst van de huishouding van Emelye. Palamon slaagt er uiteindelijk in om te ontsnappen en komt tijdens zijn vlucht Arcite tegen. Ze proberen een duel uit te vechten, maar Theseus betrapt hen. Hij schenkt hen genade, maar beslist dat ze beiden na een jaar moeten terugkeren met een leger van honderd krijgers. De winnaar van het gevecht zal de hand van Emelye krijgen. De dag van het gevecht breekt aan. Palamon bidt in de tempel van Venus om Emelye tot zijn vrouw te kunnen maken.
"But I wolde have fully possessioun
Of Emelye, and dye in thy servyse."— KnT 2242-2243
Maar ik zou volledig bezit willen hebben
Van Emelye, en sterven in uw dienst.
"Yif me my love, thow blisful lady deere!"— KnT 2260
Geef me mijn geliefde, U gezegende lieve dame!
Emelye bidt in de tempel van Diana om ongetrouwd te blijven of, als het niet anders kan, te trouwen met degene die het meest van haar houdt.
Chaste goddesse, wel wostow that I
Desire to ben a mayden al my lyf,
Ne nevere wol I be no love ne wyf.— KnT 2304-2306
Kuise godin, u weet wel dat ik
Verlang mijn hele leven een maagd te zijn,
Nooit wil ik een geliefde noch echtgenote zijn.
Or if my destynee be shapen so
That I shal nedes have oon of hem two,
As sende me hym that moost desireth me.— KnT 2323-2325
Of als mijn toekomst zo bepaald is,
dat ik een van beiden zal moeten hebben,
zend me dan degene die het meest naar mij verlangt.
En Arcite bidt in de tempel van Mars voor de overwinning.
Thanne help me, lord, tomorwe in my bataille,
For thilke fyr that whilom brente thee,
As wel as thilke fyr now brenneth me,
And do that I tomorwe have victorie.— KnT 2402-2405
Help mij dan, heer, morgen in mijn strijd,
voor datzelfde vuur dat ooit in u brandde,
alsook datzelfde vuur dat nu in mij brandt,
en zorg dat ik morgen de overwinning behaal.
Arcite wint het gevecht, maar voordat hij de hand van Emelye kan opeisen, valt zijn paard op hem en wordt hij gedood. Het is Palamon die met Emelye zal trouwen.

### The Miller's Tale
The Miller's Tale is een absurd verhaal dat verteld wordt door de dronken molenaar. Mogelijk is het bedoeld als een parodie op The Knight's Tale.
This carpenter hadde newe a wyf,
Which that he lovede moore than his lyf;
Of eighteteene yeer she was of age.
Jalous he was, and heeld hire narwe in cage,— MilT 3221-3224
Deze timmerman had pas een nieuwe vrouw,
die hij meer liefhad dan zijn eigen leven;
Ze was achttien jaar oud,
en jaloers als hij was, hield hij haar gevangen in een kooi,
Het verhaal gaat over een jonge molenaarsleerling Nicholas die de jonge vrouw Alison van zijn oude baas John het bed in wil krijgen. Om dit te doen moeten ze John eerst het huis uit krijgen. Ze maken hem wijs dat er een zondvloed op komst is. De huisbaas besluit in een ton te overnachten die aan het dak van de molen hangt. Nu kunnen de twee ongestoord seks hebben. Absolon, een man uit het dorp zit echter ook achter Alison aan, en hij heeft gehoord dat John niet in de buurt is. Hij knielt bij het raam van Alison en vraagt om een zoen, waarna Alison in het donker haar achterwerk naar buiten steekt waarna Absolon haar kust. Kwaad om deze vernedering loopt hij weg om terug te keren met een stuk heet ijzer uit een smidse. Nu vraagt hij weer om een zoen. Deze keer steekt Nicholas zijn achterste naar buiten, waarna Absolon het hete ijzer tussen Nicholas zijn billen steekt. Nicholas schreeuwt om water waardoor John wakker wordt. John denkt nu dat de zondvloed eraan komt, hij snijdt de touwen door en valt naar beneden. Het dorp loopt uit om John gewond op de grond te vinden. John legt uit wat er gebeurd is en het dorp lacht hem uit.

### The Wife of Bath's Tale
In The Wife of Bath's Tale wordt het anti-feminisme gehekeld. De hoofdpersoon is al vijfmaal gehuwd, wat erg ongebruikelijk was in die tijd en zelfs strijdig met het geloof. Ook op deze reis is The Wife of Bath eigenlijk alweer op zoek naar haar zesde man die waarschijnlijk the Clerk zal worden.
To speke of wo that is in mariage;
For, lordynges, sith I twelf yeer was of age,
Thonked be God, that is eterne on lyve,
Housbondes at chirche dore I have had fyve -
For I so ofte have ywedded bee -
And alle were worthy men in hir degree.— WBT 3-8
Om te spreken over het leed in het huwelijk,
Want, heren, sinds ik twaalf jaar oud was,
Dankzij God die eeuwig leeft,
Heb ik vijf echtgenoten aan de kerkdeur gehad,
Want zo dikwijls was ik getrouwd,
En het waren allen waardige mannen op hun niveau.
Het verhaal begint met een ridder die een vrouw verkracht. Voor straf moet de ridder op reis en krijgt hij een jaar de tijd om te leren "wat vrouwen het liefst willen". Het antwoord op deze vraag is moeilijk te vinden en ten einde raad vraagt hij een heks om hulp. Omdat ze zo oud is spreekt hij haar aan met 'moeder'.
My leeve mooder," quod this knyght, "certeyn
I nam but deed, but if that I kan seyn
What thyng it is, that wommen moost desire.
Koude ye me wisse, I wolde wel quite youre hire.— WBT 1011-1014
Mijn lieve moeder," zei deze ridder,
"Ik ben zo goed als dood, behalve wanneer ik kan zeggen,
Wat het is dat vrouwen het meest van al verlangen.
Als je me dat kunt laten weten, zal ik je goed betalen.
De oude, lelijke vrouw wil het antwoord wel geven maar voor wat hoort wat. Ze eist dat ze de ridder om een tegengunst mag vragen en deze gaat hiermee akkoord. Het antwoord blijkt te zijn dat vrouwen de baas over hun man willen zijn. De ridder gaat vrijuit maar nu wil de heks dat hij met haar trouwt. Hij moet wel want de heks had recht op een gunst. Later in het huwelijksbed legt ze hem een keus voor: Wil je dat ik knap en ontrouw ben of lelijk en trouw. De ridder laat haar kiezen en zij, blij met de macht over haar man, besluit zowel mooi als trouw te zijn. En ze leefden nog lang en gelukkig...

### The Franklin's Tale
De  Franklin (een rijke, vrije landeigenaar) vertelt een verhaal over de zorg voor iemand die worstelt met gedachten aan zelfdoding. Het centrale personage in dit verhaal is Dorigen, een vrouw wier eer bijna tot zelfmoord wordt bedreigd. Dorigen daalt af in diepe zwaarmoedigheid (‘hevynesse’) wanneer haar echtgenoot, de nobele ridder Arveragus, twee jaar afwezig is om eer te behalen met wapenfeiten. Dorigens vrienden troosten haar en waarschuwen haar dat ze zichzelf zonder reden zou doden. Ze halen haar over met hen mee te gaan voor klifwandelingen met uitzicht op de oceaan, maar wanneer ze bang wordt voor de zwarte rotsen beneden, nemen ze haar mee naar andere aangename plekken om te dansen en spelletjes te spelen.
Bij een van de afleidende activiteiten heeft Dorigen een beleefd gesprek met haar buurman, Aurelius, een jonge, wellustige schildknaap die al lang stilletjes verliefd is op haar. Als hij toegeeft dat hij van haar houdt, wijst ze hem af - ze zal nooit een ontrouwe vrouw zijn. Dan doet Dorigen echter een overhaaste belofte: ze belooft gekscherend dat als Aurelius alle zwarte rotsen aan de kust kan verwijderen, ze van hem zal houden.
Wanneer Aurelius, na een deal te hebben gesloten met een tovenaar, de rotsen bij hoogtij lijkt te laten verdwijnen, raakt Dorigen in de problemen. Terwijl ze worstelt met wat ze moet doen, betreurt ze haar onmogelijke beslissing: dood of oneer. Aan de veilig teruggekeerde Arveragus biecht ze alles op. Ze moet haar lichaam beschamen door ongewild seks te hebben met een man die niet haar echtgenoot is, of haar belofte breken en dus weten dat ze vals is. Haar enige oplossing lijkt de dood door zelfmoord te zijn. Ze drukt Arveragus op het hart dat ze in deze beslissing niet de enige is, want veel vrouwen uit de klassieke literatuur worstelden met een soortgelijk dilemma. 
Uiteindelijk ontslaat Aurelius Dorigen van haar overhaaste belofte, beïnvloed door hoe radeloos ze is en onder de indruk van het advies van haar echtgenoot om haar gegeven belofte na te komen.

## Analyse

### Genre
The Canterbury Tales behoort tot hetzelfde genre als veel andere werken uit die tijd, namelijk een verzameling verhalen die samen een raamvertelling vormen. Toch verschilt het werk van Chaucer aanzienlijk van andere werken in dit genre. De meeste raamvertellingen hadden een gemeenschappelijk, gewoonlijk religieus thema. Zelfs in de Decamerone worden de verhalenvertellers aangespoord om bij het thema van de dag te blijven. In Chaucers werk is er veel meer variatie, niet alleen wat betreft thema's, maar ook wat betreft sociale achtergrond van de vertellers en metrum en stijl van elk verteld verhaal, dan in enig ander werk uit het genre van de raamvertelling. Het idee van de bedevaart blijkt een handig hulpmiddel geweest te zijn om, met een literaire bedoeling, een zo gevarieerd gezelschap van mensen uit alle lagen van de bevolking bij elkaar te krijgen. Niemand had Chaucer dat ooit voorgedaan. Het opvoeren van een wedstrijd tussen de verhalenvertellers stimuleert de lezer bovendien om de verhalen in al hun verscheidenheid te vergelijken en geeft Chaucer de kans om zijn grote vaardigheid in verschillende genres en literaire vormen te ontplooien.

### Structuur
Hoewel de structuur van The Canterbury Tales grotendeels lineair is, waarbij het ene verhaal het andere opvolgt, is het ook veel meer dan dat. In de General Prologue beschrijft Chaucer niet de verhalen die verteld zullen worden, maar de mensen die ze zullen vertellen, wat duidelijk maakt dat de structuur niet zal afhangen van een algemeen thema of een morele kwestie, maar van de personages. Dit idee wordt nog versterkt wanneer de Miller (molenaar) tussenbeide komt om zijn verhaal te kunnen vertellen, nadat de Knight (ridder) klaar is met het zijne. Doordat de Knight begint, krijgt de lezer het idee dat ze hun verhalen zullen vertellen in volgorde van hun sociale klasse, de Knight eerst, gevolgd door de Monk (monnik), maar door de tussenkomst van de Miller wordt al meteen duidelijk dat deze structuur zal moeten wijken ten gunste van een vrije en open uitwisseling van verhalen tussen alle aanwezige klassen. Algemene thema's en standpunten ontstaan naarmate de verhalen worden verteld, waarop gereageerd wordt door andere personages in hun eigen verhalen.
Chaucer besteedt niet veel aandacht aan de voortgang van de reis zelf, noch aan de tijd die voorbijgaat, noch aan specifieke locaties langs de weg naar Canterbury. Het schrijven van zijn verhaal richt zich hoofdzakelijk op de verhalen die worden verteld en niet op de bedevaart zelf.

### Stijl
De verscheidenheid in de verhalen van Chaucer toont de omvang van zijn bedrevenheid en zijn vertrouwdheid met talloze retorische vormen en taalkundige stijlen. Middeleeuwse scholen van retoriek moedigden deze diversiteit aan, waarbij ze de literatuur opsplitsten (zoals Vergilius dat voorstelde) in hoge, middelmatige en lage stijlen, gemeten aan de hand van de concentratie aan retorische vormen, woordenschat en beeldspraak. Een andere populaire methode van onderverdeling kwam van St. Augustinus, die meer gericht was op de reactie van de toehoorders en minder op het onderwerp. Schrijvers werden aangemoedigd om te schrijven met spreker, onderwerp, doelgroep, bedoeling, trant en gelegenheid in gedachten.
Chaucer beweegt zich vrij tussen al deze stijlen, zonder een voorkeur uit te drukken. Hij beschouwt niet alleen de lezers van zijn werk als doelgroep, maar ook de andere pelgrims in het verhaal zelf, waardoor hij een multigelaagde retorische puzzel van dubbelzinnigheden creëert. Tot dusver is het dan ook niet mogelijk om een enkele middeleeuwse theorie in het werk van Chaucer te ontdekken.
Hiermee vermijdt Chaucer bewust een specifieke doelgroep of sociale klasse van lezers. Hij schrijft de verhalen van zijn personages in een stijl die in verhouding staat tot hun sociale status en kunde. Toch tonen zelfs de personages uit de laagste klasse, zoals de Miller (molenaar), een verrassend retorisch vermogen, maar het onderwerp van hun verhaal is meer alledaags. Woordenschat speelt ook een belangrijke rol. Zo zullen de personages uit de hogere klasse naar een vrouw verwijzen als een 'lady' (dame), terwijl personages uit de lagere klasse het woord 'wenche' (deerne) gebruiken. Soms zal eenzelfde woord een totaal verschillende betekenis krijgen naarmate de klasse waardoor het gebruikt wordt. Het woord "pitee", bijvoorbeeld, is een nobel concept bij de hoogste klassen, terwijl het in The Merchant's Tale verwijst naar seksuele gemeenschap. Maar ook hier tonen verhalen zoals The Nun's Priest's Tale een verrassende vaardigheid met woorden bij de lagere klassen van de groep, terwijl The Knight's Tale nu en dan uiterst eenvoudig is.
Chaucer gebruikt hetzelfde metrum in al zijn verhalen, met uitzondering van Sir Thopas en zijn prozaverhalen. Het is een tienlettergrepige versregel, waarschijnlijk ontleend aan het Frans en Italiaans, met af en toe een cesuur in het midden van een versregel. Zijn versmaat zal zich later ontwikkelen tot de heroïsche versmaat uit de 15e en de 16e eeuw en is een voorloper van de jambische pentameter. Chaucer vermijdt dat coupletten te prominent worden in het gedicht en in vier van zijn verhalen (The Man of Law's Tale, The Clerk's Tale, The Priores' Tale en The Second Nun's Tale) gebruikt hij rhyme royal.

### Historische context en thema's

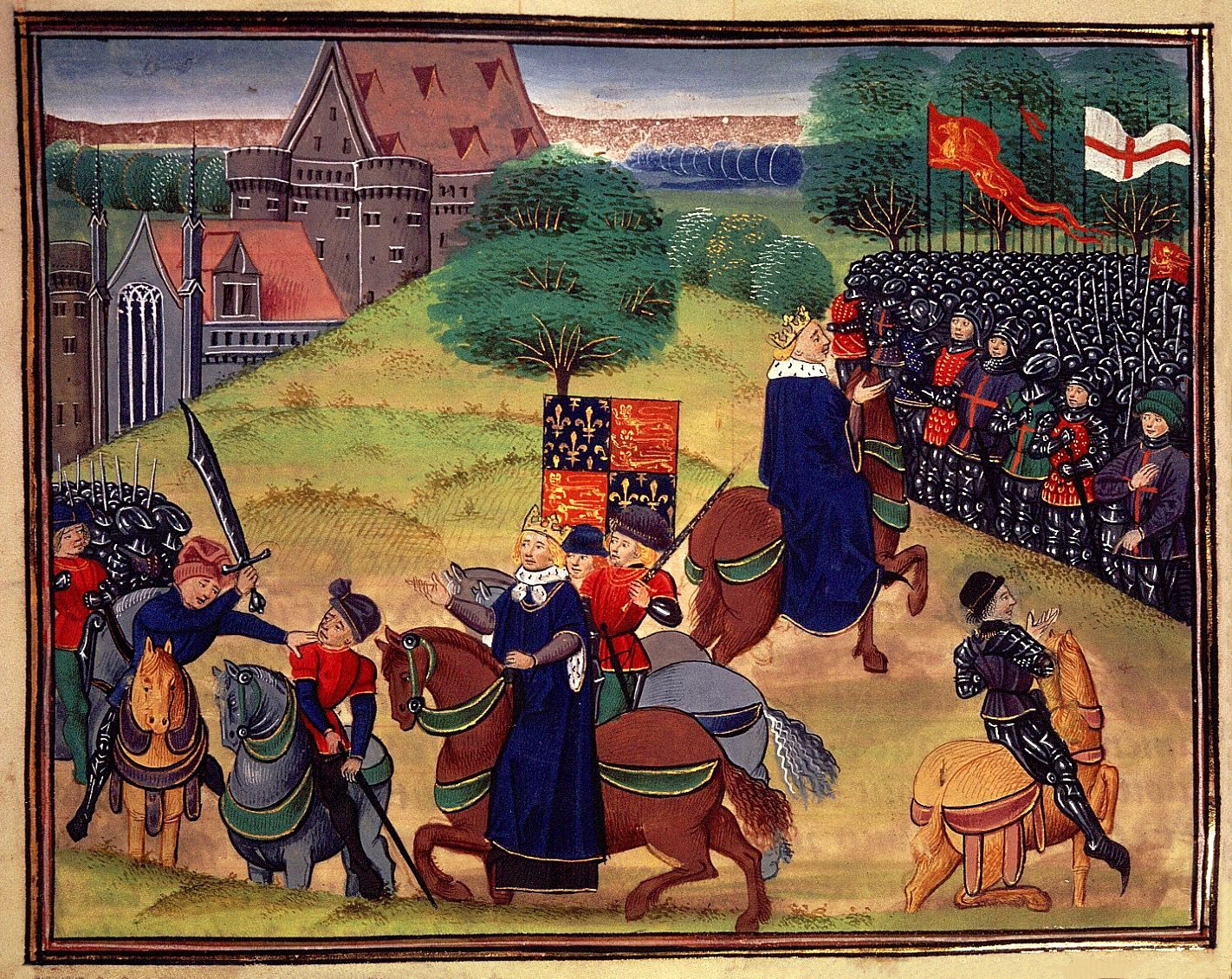
De Engelse Boerenopstand van 1381 wordt in The Canterbury Tales vermeld.

The Canterbury Tales werden geschreven tijdens een turbulente periode in de Engelse geschiedenis. De Katholieke Kerk bevond zich midden in het Westers Schisma en hoewel ze nog steeds de enige christelijke autoriteit in Europa was, vormde ze het onderwerp van een felle controverse. De lollards, een vroeg-Engelse religieuze beweging geleid door John Wyclif, wordt vermeld in The Canterbury Tales, evenals een specifiek incident met handelaars in aflaten (pardoners) die op een schandelijke manier beweerden geld in te zamelen voor het St. Mary Rouncesval-ziekenhuis in Engeland. The Canterbury Tales is een van de eerste Engelse literaire werken waarin papier vermeld wordt, een toen nog relatief nieuwe uitvinding, waardoor een ongeziene verspreiding van het geschreven woord in Engeland mogelijk werd. Politieke conflicten, zoals de Engelse Boerenopstand in 1381 en de gebeurtenissen die leidden tot de afzetting van koning Richard II brachten het land in beroering. Veel van Chaucers beste vrienden werden terechtgesteld en zelf werd hij gedwongen om naar Kent te verhuizen om zo te ontkomen aan de gebeurtenissen in Londen.

#### Religie
The Canterbury Tales weerspiegelen de veelvormige religieuze wereld uit Chaucers tijd. Na de Zwarte Dood begonnen veel Europeanen de autoriteit van de Katholieke Kerk op allerlei manieren in twijfel te trekken. Sommigen sloten zich aan bij de lollards, terwijl anderen minder extreme paden bewandelden, door nieuwe kloosterorden of kleinere bewegingen op te richten. Die legden de corruptie van de kerk bloot, door het slechte gedrag van de geestelijken, de valse kerkelijke relikwieën en de verkoop van aflaten aan de kaak te stellen. Verschillende personages uit The Canterbury Tales zijn geestelijken en de bedevaart naar Canterbury op zich is een religieus gebeuren, waardoor dit een prominent thema in het werk is.
Twee personages, de Pardoner (handelaar in aflaten) en de Summoner (deurwaarder), hebben een rechtstreeks verband met de financiële macht van de kerk. Ze worden allebei afgeschilderd als door en door corrupt, inhalig en grof. In Chaucers tijd was een "pardoner" iemand aan wie men aflaten moest betalen in ruil voor vergiffenis van zonden. Ze vorderden een vergoeding voor hun diensten en in vele gevallen maakten ze zich schuldig aan het misbruiken van deze vergoeding en de aflaten voor hun eigen gewin. De Pardoner van Chaucer komt openlijk uit voor zijn corrupte praktijken, terwijl hij de pelgrims onder druk zet om te betalen. De Summoner (deurwaarder) is de vertegenwoordiger van het beroep, dat als taak had om zondaars naar de kerkelijke rechtbank te brengen voor mogelijke excommunicatie. Deze rechtbanken waren bevoegd om eigendom in beslag te nemen, pijn of vernedering toe te brengen en iemand ter dood te veroordelen. Corrupte Summoners schreven valse dagvaardingen en maakten mensen bang, zodat ze hen steekpenningen betaalden om hun leven en hun eigendom te beschermen. De Summoner van Chaucer wordt afgeschilderd als de dader van net dat soort zonden, waar hij anderen mee voor de rechter dreigt te brengen. Er wordt een zinspeling gemaakt, als zou hij een corrupte afspraak hebben met de Pardoner om zijn persoonlijk profijt nog te vergroten. In The Friar's Tale is een van de personages een Summoner, van wie wordt aangetoond dat hij aan de kant van de duivel en niet aan die van God staat.

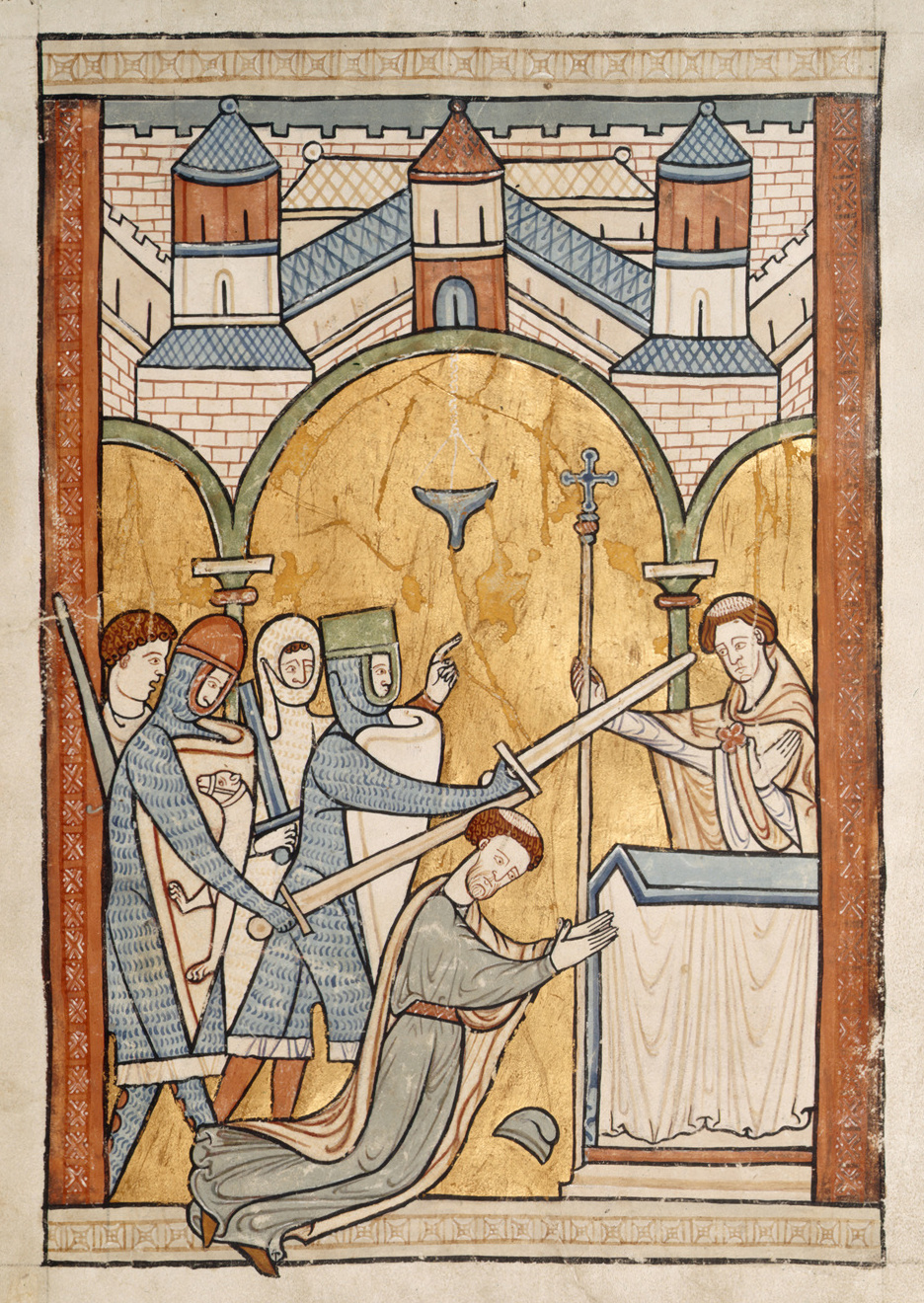
De moord op Thomas Becket.

Leden van de reguliere clerus – monniken en nonnen van diverse orden – zijn vertegenwoordigd door de Monk (monnik), de Prioress (kloostermoeder), de Nun's Priest (priester) en de Second Nun (non). Kloosterorden, die ooit ontstonden vanuit het verlangen naar een ascetische levensstijl en het zich terugtrekken uit de wereld, geraakten in Chaucers tijd meer en meer verstrikt in wereldse zaken. Kloosters hadden vaak enorme stukken grond onder hun bevoegdheid, die aanzienlijke sommen geld opbrachten ter ondersteuning van hun zaak. Daarvoor hadden ze boeren in dienst. De Second Nun is een voorbeeld van hoe een non zou moeten zijn. Haar verhaal gaat over een vrouw wier zedig voorbeeld mensen naar de kerk brengt. Hoewel ze niet zo corrupt zijn als de Summoner en de Pardoner, voldoen de Monk en de Prioress daarentegen zeker niet aan het ideaalbeeld van hun orde. Beiden dragen ze kostbare kleren en geven ze blijk van een luxueus en lichtzinnig leven. Allebei missen ze geestelijke diepgang. The Prioress' Tale is een verhaal over joden die een zeer vrome en onschuldige christelijke jongen vermoorden. Deze bloedsmaad tegen de joden maakte deel uit van de Engelse literaire traditie. Het verhaal van de Prioress vindt echter niet zijn oorsprong in het werk van Chaucer: het was een welbekend verhaal in de 14e eeuw.
De bedevaart was een zeer opvallend kenmerk van de middeleeuwse samenleving. Pelgrims reisden geregeld naar kathedralen waar relikwieën bewaard werden. Zij geloofden dat deze relikwieën miraculeuze krachten hadden. Bedevaarten stelden bovendien de reis van stervelingen naar de hemel voor, via de bekommeringen van het aardse leven. Jeruzalem was de ultieme bestemming voor een bedevaart, maar in Engeland zelf was Canterbury een populaire bestemming. Sint Thomas Becket, de aartsbisschop van Canterbury, werd vermoord in de kathedraal van Canterbury door ridders die tijdens een onenigheid tussen hem en Hendrik II, een bevel van de koning verkeerd begrepen hadden. Verhalen over mirakels werden al snel na zijn dood in verband gebracht met zijn stoffelijke resten en Canterbury werd een populaire bedevaartplaats. De bedevaart in The Canterbury Tales verbindt al de verhalen met elkaar en sommige academici wijzen erop dat het, ondanks de zwakheden, onenigheden en de verscheidenheid aan meningen, het christelijke streven naar de hemel zou kunnen voorstellen.

#### Sociale klasse en conventie

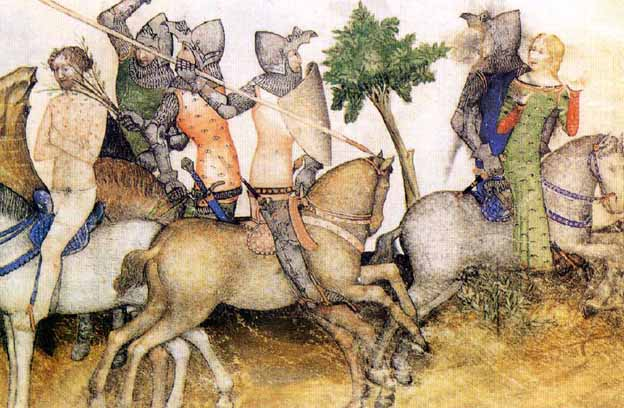
Het dilemma van Bors – hij redt een meisje in plaats van zijn broer Lionel.

De hoogste klasse of adel, hoofdzakelijk vertegenwoordigd door de Knight (ridder) en zijn Squire (schildknaap), was in de tijd van Chaucer ondergedompeld in een cultuur van ridderlijkheid en hoofsheid. Van edelen werd verwacht dat het krachtige krijgers waren, meedogenloos op het slagveld, toch welgemanierd aan het koninklijk hof en christelijk in hun daden. Ridders werden verondersteld een sterke sociale band te hebben met de mannen die aan hun zijde vochten, maar een nog sterkere binding met een geïdealiseerde vrouw, waardoor hun vechtkunst nog versterkt werd. Hoewel de bedoeling van ridderlijkheid het verrichten van nobele daden was, ontaardden deze tegengestelde waarden vaak in geweld. Kerkleiders ondernamen vaak pogingen om steekspelen en toernooien aan banden te leggen, omdat die soms eindigden in de dood van de verliezer. The Knight's Tale toont hoe de hechte vriendschap tussen twee ridders verandert in een dodelijke vete over een vrouw die ze allebei idealiseren. Ze zijn bereid een gevecht op leven en dood met elkaar aan te gaan, om haar voor zich te winnen. Ten tijde van Chaucer ging het bergaf met de ridderlijkheid en het is mogelijk dat The Knight's Tale bedoeld was om de tekortkomingen ervan te tonen, hoewel dit betwist wordt. Chaucer had zelf in de Honderdjarige Oorlog gevochten onder Edward III die tijdens zijn bewind sterk de nadruk op ridderlijkheid legde. Twee verhalen, The Tale of Sir Topas en The Tale of Melibee worden door Chaucer zelf verteld, die in zijn eigen verhaal samen met de andere pelgrims reist. Beide verhalen gaan over de nadelige gevolgen van ridderlijkheid, het eerste verhaal drijft de spot met de regels van de ridderlijkheid en het tweede waarschuwt tegen geweld.
In The Canterbury Tales wordt voortdurend het conflict tussen de klassen weerspiegeld. Zo is er bijvoorbeeld de verdeling in de drie standen. De personages worden ondergebracht in drie verschillende klassen: "degenen die bidden" (clerus), "degenen die vechten" (adel) en "degenen die werken" (burgers en landvolk). De meeste verhalen zijn met elkaar verbonden door gemeenschappelijke thema's en sommige vormen een antwoord of een weerwraak op andere verhalen. Wanneer de Knight (ridder) de wedstrijd met zijn verhaal begint, ligt dat in de lijn van de conventie, vermits hij de hoogste sociale klasse in de groep vertegenwoordigt. Maar wanneer zijn verhaal gevolgd wordt door dat van de Miller (molenaar), die de laagste klasse vertegenwoordigt, zet dit de toon voor The Canterbury Tales, namelijk het weerspiegelen van zowel het respect voor als het in de wind slaan van de regels van de hoogste klasse. Sommige onderzoekers noemen deze tegenstelling het geordende en het groteske, vastentijd en carnaval, de officieel erkende cultuur en haar losbandige, vurig bezielde andere kant. Ook andere werken uit die tijd, zoals Dialogue of Solomon and Marcolphus, bevatten dezelfde oppositie.

#### Relativisme versus realiteit
Elk personage van Chaucer heeft een eigen kijk op de werkelijkheid, waarbij de standpunten sterk uiteen kunnen lopen en waardoor een relativerende sfeer wordt gecreëerd. Die grote verscheidenheid aan personages en verhalen zorgt ervoor dat The Canterbury Tales als geheel niet tot een algemene waarheid of realiteit komt. Toch bestaat de 'realiteit' wel degelijk voor Chaucer. Hij schrijft vanuit een christelijke cultuur, waarin hij gelooft en de onbepaaldheid van The Canterbury Tales blijft binnen duidelijke grenzen. Nooit wordt er morele anarchie in bepleit.

## Receptie

### Chaucers tijd
Het is zeer moeilijk vast te stellen welke doelgroep Chaucer voor ogen had toen hij The Canterbury Tales schreef. Alleen al door het feit dat hij een hoveling was, geloven sommigen dat hij als hofdichter hoofdzakelijk voor de adel schreef. Toch is er geen enkel historisch document bekend dat vermeldt dat hij inderdaad een hofdichter was.
Onderzoekers hebben gesuggereerd dat het gedicht bedoeld was om hardop te lezen, wat in die tijd gebruikelijk was. Toch lijkt het tevens te zijn bestemd voor privélezing, vermits Chaucer vaak verwijst naar zichzelf als 'de schrijver', in plaats van 'de spreker' van het werk. De doelgroep rechtstreeks aan de hand van de tekst bepalen, is zelfs nog moeilijker, vermits die doelgroep deel uitmaakt van het verhaal zelf. Wanneer schrijft Chaucer voor zijn fictieve pelgrims en wanneer voor zijn feitelijke lezer?
Het ligt voor de hand dat Chaucers werken tijdens zijn leven in een of andere vorm werden verspreid, waarschijnlijk in fragmentarische stukjes of als individuele verhalen. Academici speculeren dat manuscripten onder zijn vrienden werden verspreid, maar dat hij bij de meeste mensen onbekend bleef tot na zijn dood. De snelheid waarmee kopiisten ernaar streefden om manuscripten met volledige versies van The Canterbury Tales te schrijven, doet echter vermoeden dat Chaucer in zijn tijd al een bekend en gerespecteerd dichter was. De Hengwrt- en Ellesmere-manuscripten zijn voorbeelden van de zorg die besteed werd aan het verspreiden van het werk. Sommige onderzoekers geven The Canterbury Tales de status van een middeleeuwse 'bestseller', doordat er zoveel manuscripten van waren.

### 15e eeuw
John Lydgate en Thomas Occleve behoorden tot de eerste critici van The Canterbury Tales van Chaucer. Ze prezen hem als de grootste Engelse dichter aller tijden en de eerste die aantoonde wat er op poëtisch gebied mogelijk was met de Engelse taal uit hun tijd. Critici uit het midden van de 15e eeuw waren het hier unaniem mee eens. Annotaties in manuscripten van The Canterbury Tales uit die tijd, prezen hem zeer voor zijn vaardigheid in het gebruik van "zin" en retoriek, de twee pijlers waarop middeleeuwse critici poëzie beoordeelden. Het meest gerespecteerde van de verhalen was in die tijd The Knight's Tale.

## Literaire aanvullingen
De onvolledigheid van The Canterbury Tales bracht verscheidene middeleeuwse auteurs ertoe aanvullingen op de verhalen te schrijven. Enkele van de oudste overgeleverde manuscripten van The Canterbury Tales bevatten nieuwe of gewijzigde verhalen, waaruit blijkt dat er zelfs al heel vroeg dergelijke aanvullingen werden gemaakt. Zo zijn er verscheidene uitbreidingen van  The Cook's Tale, een verhaal dat Chaucer nooit afwerkte, The Plowman's Tale,The Tale of Gamelyn, The Siege of Thebes en The Tale of Beryn.
The Tale of Beryn, in de 15e eeuw geschreven door een anonieme auteur, wordt voorafgegaan door een lange proloog, waarin de pelgrims in Canterbury aankomen en waarin hun activiteiten aldaar worden beschreven. Terwijl de rest van de pelgrims de stad intrekt, tracht de Pardoner Kate, de barmeid, te verleiden, maar krijgt hij daarbij problemen met de man in haar leven en met de herbergier, Harry Bailey. Wanneer de pelgrims naar huis terugkeren, herbegint de Merchant (koopman) met het vertellen van het verhaal The Tale of Beryn. In dat verhaal reist een jonge man, Beryn, van Rome naar Egypte om fortuin te maken, maar in plaats van rijk te worden, wordt hij daar door een andere zakenman bedrogen. Daarop wordt hij door een lokale inwoner geholpen om wraak te nemen. Het verhaal komt van de Franse vertelling Bérinus en het komt voor in een enkel vroeg manuscript van The Canterbury Tales, hoewel het in 1721 samen met The Canterbury Tales werd uitgegeven door John Urry.
Rond 1420 schreef John Lydgate The Siege of Thebes. Net zoals in The Tale of Beryn, wordt het voorafgegaan door een proloog, waarin de pelgrims aankomen in Canterbury. Lydgate plaatst zichzelf als monnik tussen de pelgrims en beschrijft hoe hij deel uitmaakt van Chaucers tocht en de verhalen beluistert. Zelf vertelt hij een lang verhaal over de geschiedenis van Thebe vóór de gebeurtenissen die zich afspelen in The Knight's Tale. Het verhaal van John Lydgate werd al snel populair en het is overgebleven in oude manuscripten als verhaal op zich en als onderdeel van The Canterbury Tales. Al in 1561 werd het voor het eerst gedrukt door John Stow en in de daaropvolgende eeuwen verschenen er nog verscheidene edities.
Er zijn feitelijk twee versies van The Plowman's Tale, beide beïnvloed door het verhaal Piers Plowman, een werk geschreven in Chaucers tijd. Chaucer beschrijft de Plowman (man die ploegt, boer) in de General Prologue van The Canterbury Tales, maar geeft hem nooit een eigen verhaal. Een door Thomas Occleve geschreven verhaal beschrijft het wonder van "the Virgin and the Sleeveless Garment". Het andere verhaal gaat over een pelikaan en een griffioen, die een debat voeren over de corruptie van de Kerk, waarbij de pelikaan de kant van het protest bepleit waarbij er een verwantschap is met de ideeën van John Wyclif.
The Tale of Gamelyn is opgenomen in een vroeg manuscript van The Canterbury Tales, Harley 7334, dat bekendstaat voor zijn lagere kwaliteit, vanwege fouten van de bewerker en wijzigingen. Het wordt nu op grote schaal door onderzoekers afgewezen als authentiek verhaal van Chaucer, hoewel sommige academici denken dat Chaucer misschien de bedoeling had om het verhaal te herschrijven voor de Yeoman (houtvester). De datering van het schrijven ervan varieert van 1240 tot 1370.

## Literaire bewerkingen
Veel literaire werken, zowel fictie als non-fictie, hebben een gelijkaardige raamvertelling gebruikt als eerbetoon aan The Canterbury Tales.
- Sciencefictionschrijver Dan Simmons gebruikt in zijn met een Hugo Award bekroonde roman Hyperion Canto's de structuur van The Canterbury Tales. Een bont gezelschap is met een ruimteschip onderweg naar de afgelegen planeet Hyperion om contact te zoeken met Shrike, een zeer geavanceerde vechtrobot. De reizigers vertellen elk een verhaal waarin zij uiteenzetten waarom ze op weg zijn naar Shrike.
- Evolutiebioloog Richard Dawkins gebruikt The Canterbury Tales als structuur voor zijn uit 2004 daterende non-fictieboek over evolutie, The Ancestor's Tale: A Pilgrimage to the Dawn of Evolution. Zijn dierlijke pelgrims zijn op weg naar de gemeenschappelijke voorouder, waarbij elk van hen een verhaal over evolutie vertelt.
- Het boek The Canterbury Puzzles van Henry Dudeney bevat een gedeelte dat zogenaamd verloren gegane tekst van The Canterbury Tales is.
- P.C. Doherty, de schrijver van historische mysterieromans, schreef een reeks romans, gebaseerd op The Canterbury Tales, waarin hij gebruikmaakt van het kader van het verhaal en van de verhalen, die de personages van Chaucer vertellen.
- Het beeldverhaal Worlds' End, dat deel uitmaakt van de reeks The Sandman van Neil Gaiman heeft dezelfde verhaallijn als The Canterbury Tales. Verschillende zeer uiteenlopende mensen komen tijdens een storm bijeen in een herberg en besluiten elkaar verhalen te vertellen, terwijl ze wachten tot de storm gaat liggen.
- De Britse auteur J.K. Rowling noemt The Pardoner's Tale, een van The Canterbury Tales, als haar inspiratiebron voor het sprookje The Tale of Three Brothers. Dat is zeer prominent aanwezig in de Harry Potter-reeks, vooral in Harry Potter and the Deathly Hallows, het laatste boek.
- De song A Whiter Shade of Pale door Procol Harum lijkt een verwijzing te bevatten naar Chaucers werk: "And so it was that later, As the miller told his tale, That her face at first just ghostly, Turned a whiter shade of pale." (En zo gebeurde het later, toen de molenaar zijn verhaal vertelde, dat haar eerst slechts spookachtige gelaat, nog bleker werd.)

## Bewerkingen voor podium en film

### Toneel
- The Two Noble Kinsmen van William Shakespeare en John Fletcher, een hervertelling van The Knight's Tale, werd voor het eerst opgevoerd in 1613 of 1614 en gepubliceerd in 1634.
- In het begin van de 20e eeuw waren The Canterbury Tales de inspiratiebron voor rondtrekkende gezelschappen, die opvoeringen gaven in openlucht.
- In 1903 werd The Canterbury Pelgrims: A Comedy, een toneelstuk van Percy Mackaye voor het eerst op de planken gebracht. Mackaye bedacht bijkomende interactie tussen de pelgrims tijdens hun tocht naar Canterbury en voegde personages toe, zoals koning Richard II en John Wyclif van de lollards.
- Charles Douville Coburn en zijn Coburn Players reisden bijna tien jaar lang door het noordwesten van Amerika en gaven voorstellingen voor colleges, universiteiten en in openluchttheaters. Het was Coburns bedoeling om net die stukken op te voeren, die aan de colleges en universiteiten gedoceerd werden. In 1909 verwierf hij de exclusieve rechten om het stuk van Percy Mackaye op de planken te brengen in een arrangement waar ze allebei achter stonden.[51]
- In 1980 werd Canterbury Tales: Chaucer Made Modern van Phil Woods een vast onderdeel van het repertoire van New Vic Theatre in Londen. De productie toert nog steeds door Groot-Brittannië en Noord-Amerika, waar het een vaste waarde geworden is op campussen van colleges en universiteiten.[52]
- Het stuk Top Girls van Caryl Churchill uit 1982 begint met een feestelijk diner, waaraan een aantal vooraanstaande vrouwen uit de 9e tot de 20e eeuw deelnemen, die elk op hun gebied succes bereikt hebben in de mannenwereld, maar steeds ten koste van iets. Ook Chaucers Griselda maakt deel uit van het gezelschap en zij vertelt het verhaal van haar leven vol beproevingen aan de zijde van markies Walter. Het hoofdpersonage Marlene mengt zich met dit gezelschap van historische en fictieve vrouwen. Ze heeft zelf thuis en familieleven opgegeven om succes in de zakenwereld te bereiken. Dit stuk van Churchill, waarmee ze een Obie Award voor beste toneelstuk won, is een feministische kritiek op de verkeerde vorm van feminisme, waarbij zij de toenmalige eerste minister Margaret Thatcher voor ogen had, die ze in het stuk 'Hitlerina' noemt.[53]
- Canterbury Tales van Arnold Wengrow uit 1988 werd doorheen de Verenigde Staten op de planken gebracht. Wengrow blijft dichter bij de oorspronkelijke tekst dan Phil Woods.[52]
- Ook uit 1988 is Chaucer in the Sky with Diamonds van de Britain's Modernising Theatre Company, dat geproduceerd werd in het Londense Riverside Theatre en dat zich veel minder aan de bron houdt. Het stuk speelt zich af in een hedendaags station, waar de trein naar Canterbury geannuleerd is. Het brengt een aantal verhalen met verwijzingen naar rapmuziek en Star Trek.[52]
- In het toneelstuk Chaucer in Rome uit 1999 van John Guare trekken miljoenen pelgrims, waaronder een familie uit New York, naar Rome om het millenniumjaar te vieren. Het hoofdpersonage is Matt, een Amerikaanse schilder, die niet langer kan schilderen, omdat de verf die hij mengt kankerverwekkend is. Op zoek naar een nieuw medium voor zijn artistieke expressie, besluit Matt om zich te vermommen als priester en de biecht van de pelgrims te aanhoren, video- en audiotapes van hen te maken om die in performance art te verwerken. De mensen die Matt ontmoet zijn allen op zoek naar een snelle en gemakkelijke weg naar de hemel, wat vaker leidt tot tragische dan tot komische gevolgen voor henzelf en voor Matt, zijn vrienden en familie.[53]
- In 2001 ging Love and Other Fairy Tales van Nick Revell, gebaseerd op The Wife of Bath's Tale in première in het Londense Southwark Playhouse. Het verwerkt de preek van Alisoun over de smarten van het huwelijk en haar verhaal over een verkrachter in een waarschuwend verhaal over geweld in het huwelijk, terwijl het er toch in slaagt om het oorspronkelijke verhaal te respecteren.[52]
- In 2007-2008 was 'Canterbury Tales' onder regie van Theo Ham op de planken in verschillende theaters van Nederland te zien. Het werd gespeeld door de jongerentheater 'Jeugdtheaterhuis' en werd geschreven door Clara Linders[bron?]

### Musical
- De bekendste musicalversie van The Canterbury Tales is een productie door de John Ford Society of Exeter College in het Oxford Playhouse in 1964. De productie was gebaseerd op de vertaling van The Canterbury Tales in modern Engels door Nevill Coghill en was het werk van acteur en omroeper Martin Starkie. Op datzelfde moment werkten de componisten John Hawkins en Richard Hill aan een muzikale opname, die ook gebruikmaakte van de vertaling van Coghill. Deze twee projecten werden samengebracht en leidden tot een muzikale komedie die in 1968 in het Londense Phoenix Theatre in première ging. De musical werd vanwege zijn grote populariteit vijf jaar lang in Londen opgevoerd en talrijke reizende gezelschappen brachten de musical naar alle hoeken van de wereld. In 1996 werd een verkorte versie van de musical onder de titel Love, Lust and Marriage in Londen op de planken gebracht.
- In de Verenigde Staten presenteerden Jan Steen en David Secter in 1969 hun muzikale productie Get Thee to Canterbury: A Medieval Happenynge in het Sheridan Square Playhouse. Er werden amper 24 voorstellingen van gegeven.[54]

### Ballet
- In 1951 bracht de Britse Rambert Dance Company[55] het ballet de General Prologue van Chaucer in een choreografie van David Paltenghi op de planken als onderdeel van het Festival of Britain. Het was een eenakter in twaalf scènes gebaseerd op de personages uit Chaucers General Prologue van The Canterbury Tales. Het ballet werd in totaal 33 keer opgevoerd in Londen, Harrogate, Canterbury en Belfast.
- In 1999-2000 bracht het gezelschap het ballet God's Plenty in een choreografie van Christopher Bruce, waarbij The Wife of Bath's Tale, The Knight's Tale, The Man of Law's Tale en The Miller's Tale op het podium werden gebracht. Als rode draad tussen de vertellingen speelde een acteur Chaucer, die de tekst van de verhalen voorlas. Het ballet werd voorafgegaan door een proloog, waarin het werk van Chaucer in zijn historische en sociale context werd geplaatst. Er werden in totaal 29 voorstellingen gegeven in Engeland en Schotland.[56][57]

### Opera
The Canterbury Tales hebben ooit als inspiratiebron gediend voor twee opera's, die nu echter grotendeels in de vergetelheid geraakt zijn.
- In 1884 bracht Sir Charles Villiers Stanford de opera The Canterbury Pilgrims op het podium in het Londense Drury Lane Opera House. Het scenario van The Canterbury Pilgrims is opgebouwd rond de liefde tussen Hubert, een Londense leerjongen en Cicely, de dochter van Geoffrey, eigenaar van de Tabard Inn, die zich tegen hun huwelijk verzet.[58]
- Een tweede opera met dezelfde titel werd gecomponeerd door de Amerikaan Reginald de Koven (1859-1920) en was gebaseerd op hetzelfde script als de opera van Stanford. The Canterbury Pilgrims ging in 1917 in première in het New Yorkse Metropolitan Opera House. Het was de bedoeling dat deze opera deel zou uitmaken van het permanente repertoire van de Metropolitan Opera. Spijtig genoeg waren de dirigent en de belangrijkste zangers Duitsers, terwijl net op dat moment een golf van anti-Duitse gevoelens de Verenigde Staten overspoelde. De opera werd nog vijf keer in New York en een keer in Philadelphia opgevoerd en verdween dan van het toneel.[59]
- In 1961 voltooide Erik Chisholm zijn opera, The Canterbury Tales in drie bedrijven: The Wyfe of Bath's Tale, The Pardoner's Tale en The Nun's Priest's Tale.

### Kooropera
- In 1930 zette Sir George Dyson (1882-1964) de General Prologue van Chaucer op muziek als The Canterbury Pilgrims, een stuk voor koor, orkest en drie zangers (sopraan, tenor en bariton). Dyson componeerde het werk in twee delen. Het eigenlijke deel voor koor zet de verzen van het begin van General Prologue op muziek en gaat dan al snel over naar de levendige beschrijving van diverse personages, zoals die in de General Prologue door Chaucer beschreven werden. Het werk eindigt met een stanza waarin het gezelschap besluit elkaar onderweg te vermaken met het vertellen van verhalen. In 1943 voegde Dyson er een orkestrale ouverture At the Tabard Inn aan toe, waarbij de beginregels van de General Prologue werden herwerkt voor trompet, hobo en klarinet.
- In 1996 werd The Canterbury Pilgrims van Dyson opnieuw opgevoerd in de Londense Barbican Hall[60]

### Film
- A Canterbury Tale, een in 1944 gezamenlijk geschreven en geregisseerde film van Michael Powell en Emeric Pressburger, is een vrije bewerking van Chaucers raamvertelling. De film begint met een groep middeleeuwse pelgrims die door het Kentse platteland reizen terwijl een verteller de openingszinnen van de General Prologue voordraagt. De scène maakt dan een inmiddels beroemd geworden overgang naar de tijd van de Tweede Wereldoorlog. Vanaf dat punt volgt de film een groep vreemden, die samen op weg zijn naar Canterbury, ieder met zijn of haar eigen verhaal en de behoefte aan een soort van aflossing. Het belangrijkste verhaal van de film speelt zich af in een denkbeeldige stad in Kent en eindigt met de aankomst van de hoofdpersonen in de kathedraal van Kent, terwijl de klokken galmen en de woorden van Chaucer opnieuw weerklinken. A Canterbury Tale is erkend als een van de meest poëtische en kunstzinnige films van het duo Powell-Pressburger. De film werd geproduceerd als oorlogspropaganda. Met behulp van Chaucers poëzie, de verwijzing naar de beroemde bedevaart en de prachtige fotografie van Kent, werd het publiek eraan herinnerd waarom Groot-Brittannië de moeite waard was om voor te vechten. In een scène geeft een lokale historicus een lezing aan een publiek van Britse soldaten over de pelgrims uit Chaucers tijd en de levendige geschiedenis van Engeland.[61]
- In de vroege jaren 1970 ondernam de Italiaanse regisseur Pier Paolo Pasolini zijn trilogia della vita (trilogie van het leven), drie bewerkingen voor film gebaseerd op middeleeuwse teksten. De eerste was Il Decamerone (1971), die werd onthaald als een meesterwerk, terwijl de derde Il fiore della mille e una notte (1974) werd afgedaan als een pornografische warboel. De film uit 1972, I racconti di Canterbury of The Canterbury Tales, waarvoor Pasolini zelf het scenario schreef, kreeg in verhouding weinig aandacht.[62] De film schetst verschillende van de verhalen. Sommige blijven dicht bij het oorspronkelijke verhaal en een aantal andere worden verfraaid. The Cook's Tale bijvoorbeeld, onvolledig in de originele versie, wordt uitgebreid tot een volledig verhaal en in The Friar's Tale wordt de scène uitgebreid, waarin de Summoner meegesleurd wordt naar de hel. Buiten deze twee verhalen bevat de film ook The Miller's Tale, The Summoner's Tale, The Wife of Bath's Tale en de Merchant's Tale.[63]
- In de film Se7en uit 1995, vormt The Parson's Tale een belangrijke aanwijzing over de methoden van een seriemoordenaar, die zijn slachtoffers kiest op basis van de 'zeven doodzonden'.[64]
- De film A Knight's Tale uit 2001 van Brian Helgeland werd geïnspireerd door The Canterbury Tales en ontleende er zijn titel aan. Het gaat over William, een jonge schildknaap, die uitblinkt in steekspelen. Na de plotse dood van zijn meester, trekt hij op tocht met twee andere schildknapen, Roland en Wat. Onderweg komen ze een onbekende schrijver, Chaucer, tegen. Samen trekt het gezelschap naar een toernooi. Hoewel de film weinig gelijkenis heeft met het verhaal, wordt er toch op gezinspeeld, wanneer Chaucer bekendmaakt dat hij zijn verzen zal gebruiken om een summoner en een pardoner, die hem bedrogen hebben, aan te klagen.[65]

### Televisie
- In 1951 zond de BBC een eigentijdse hervertelling van The Pardoner's Tale uit met als setting Cambridge en Cornwall.
- In 1969 produceerde de BBC een zevendelige serie, gebaseerd op The Canterbury Tales en bewerkt door Nevill Coghill en Martin Starkie.[66]
- De televisiebewerking van Alan Plater uit 1975 is een hervertelling van de verhalen in een zesdelige reeks toneelstukken voor BBC Two: Trinity Tales. In deze bewerking werden de verhalen verteld door een groep van Rugby League-supporters op weg naar een Cup Final in Wembley.[67] Driver's Tale, Fryer's Tale, Judy's Tale, Joiner's Tale, Wife of Batley's Tale en Man of Law's Tale waren de titels van de individuele afleveringen.[66]
- In 1980 zond de Britse televisie een reeks animatiefilms uit die gebaseerd waren op een aantal verhalen uit The Canterbury Tales.[66]
- In 1984 bracht Thames Television Six Centuries of Verse: Chaucer to Ted Hughes uit, waarin beroemde Britse acteurs selecties uit de Engelse dichterlijke canon voordroegen.[66]
- In 1998 gaf de BBC opdracht voor een geanimeerde reeks gebaseerd op The Canterbury Tales. De reeks werd in modern Engels ingesproken door bekende acteurs. In het eerste deel zijn de pelgrims op weg naar Canterbury en worden The Nun's Priest's Tale, The Knight's Tale en The Wife of Bath's Tale verteld. In het tweede deel komen de pelgrims aan in Canterbury nadat The Merchant's Tale, The Pardoner's Tale en The Franklin's Tale werden verteld. In deel drie worden op de terugweg naar Londen The Squire's Tale, The Canon's Yeoman's Tale, The Miller's Tale en de The Reeve's Tale verteld. De laatste twee verhalen worden op een elkaar overlappende manier verteld om de competitie tussen de twee beter tot hun recht te laten komen.[66]
- In 2003 bracht BBC1 een reeks van zes verhalen op het scherm, gesitueerd in de huidige tijd, maar geïnspireerd op verhalen van Chaucer. Zo begint de reeks met The Miller's Tale, gesitueerd in Kent, waar zich een driehoeksverhouding afspeelt tussen een cafébaas, zijn karaoke-zingende echtgenote en een jonge man uit de stad, die beweert een talentscout te zijn en die zowat het hele dorp verleidt. In The Wife of Bath's Tale wordt een oudere actrice door haar zestien jaar jongere echtgenoot in de steek gelaten en ze zoekt liefde bij haar veel jongere tegenspeler. In The Knight's Tale worden twee vrienden verliefd op dezelfde vrouw, die in de gevangenis werkt waar zij hun straf uitzitten. In The Sea Captain's Tale raakt de mooie, maar rotverwende vrouw van een rijke peetvader tot over haar oren in de schulden vanwege haar koopverslaving. Om aan geld te geraken verleidt ze de zakenpartner van haar man. In The Pardoner's Tale nemen drie nietsnutten in het huidige Rochester deel aan de zoektocht naar een verdwenen tienermeisje, maar hun hebzucht haalt de bovenhand. In de laatste aflevering, The Man of Law's Tale spoelt een jonge Nigeriaanse asielzoekster in haar bootje aan op het strand nabij Chatham en ze brengt zowel chaos als klaarheid in het leven van drie mannen, die ze in Londen ontmoet en van wie er een haar zal volgen naar haar thuisland.[66][68]

## Nederlandse vertalingen
- De Canterbury-verhalen, berijmde vertaling door Ernst van Altena, 1995, ISBN 90-263-1869-3
- De vertellingen van de pelgrims naar Kantelberg, vertaald door Adriaan J. Barnouw, Haarlem, 1930

## Friese vertaling
- De Canterbury ferhalen, berijmde vertaling door Klaas Hoekstra, Leeuwarden,  cop. 2010